# Leonid Kamarowski

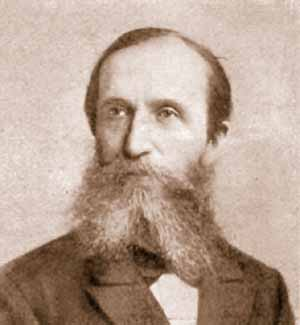

Leonid Aleksiejewicz Kamarowski, ros. Леони́д Алексе́евич Камаро́вский (ur. 15 marca 1846 w Kazaniu, zm. 12 sierpnia 1912 w Moskwie) – rosyjski prawnik, profesor prawa na Uniwersytecie Moskiewskim. Uważany jest za jednego z najbardziej wpływowych rosyjskich międzynarodowych prawników.
W 1868 ukończył studia prawnicze na Uniwersytecie Moskiewskim. W 1881 obronił pracę doktorską z zakresu prawa międzynarodowego. Od 1890 do 1903 roku uczył w Moskiewskim Liceum im. Carewicza Mikołaja. Wykładał również na innych rosyjskich uniwersytetach. Od 1909 do 1912 był członkiem Sali Miasta Moskwy.